# دراج بال‌خاکستری
دراج بال‌خاکستری (نام علمی: Scleroptila africanus) نام یک گونه از سرده دراج‌های آفریقایی است.